# Georgia Davies
Georgia Beth Davies (* 11. Oktober 1990 in London) ist eine ehemalige britische Schwimmerin. Bei Weltmeisterschaften erschwamm sie eine Bronzemedaille auf der 50-Meter-Bahn und zwei Bronzemedaillen auf der 25-Meter-Bahn. Bei Europameisterschaften erhielt sie fünf Gold-, zwei Silber- und vier Bronzemedaillen auf der Langbahn und je einmal Silber und Bronze auf der Kurzbahn. Bei den Commonwealth Games trat sie für Wales an und erkämpfte einmal Gold, einmal Silber und dreimal Bronze.

## Karriere
Die 1,75 Meter große Georgia Davies startete für Swansea ITC und für die Loughborough University.

### Die Jahre bis zur ersten Olympiateilnahme 2012
Georgia Davies gewann bei den Junioren-Europameisterschaften 2006 die Bronzemedaille über 100 Meter Rücken. Anderthalb Monate später erschwamm sie bei den Juniorenweltmeisterschaften 2006 Bronze mit der 4-mal-100-Meter-Lagenstaffel. 2008 bei den Kurzbahneuropameisterschaften in Rijeka wurde Davies Sechste über 200 Meter Rücken. Bei den Commonwealth Games 2010 in Neu-Delhi belegte sie zunächst den sechsten Platz über 100 Meter Rücken, wobei sie nur 0,31 Sekunden hinter der Gewinnerin der Bronzemedaille anschlug. Ebenfalls Sechste wurde Davies mit der walisischen 4-mal-200-Meter-Freistilstaffel. Über 50 Meter Rücken siegte die Australierin Sophie Edington mit 0,03 Sekunden Vorsprung vor der Engländerin Gemma Spofforth. 0,30 Sekunden hinter Spofforth wurden die Australierin Emily Seebohm und Georgia Davies zeitgleich Dritte. In der 4-mal-100-Meter-Lagenstaffel wurden die Waliserinnen Vierte mit zwei Sekunden Rückstand auf die drittplatzierten Kanadierinnen.
2011 bei den Weltmeisterschaften in Shanghai verpasste Davies über 50 Meter Rücken als Zehnte des Halbfinales den Finaleinzug um 0,07 Sekunden. Die britische Lagenstaffel mit Georgia Davies, Stacey Tadd, Ellen Gandy und Francesca Halsall erreichte den sechsten Platz. Ende des Jahres wurden in Stettin die Kurzbahneuropameisterschaften 2011 ausgetragen. Davies wurde Fünfte über 100 Meter Rücken. Über 50 Meter Rücken hatte sie im Ziel 0,70 Sekunden Rückstand auf die Russin Anastassija Sujewa. Mit 0,01 Sekunden Vorsprung vor der Tschechin Simona Baumrtová erkämpfte Davies die Silbermedaille. Ähnlich knapp war der Kampf um Bronze in der 4-50-Meter-Lagenstaffel, die Polinnen wurden Dritte mit 0,04 Sekunden Vorsprung vor den Britinnen. Bei den Olympischen Spielen 2012 in London trat Davies nur über 100 Meter Rücken an und schied im Halbfinale aus. Gemma Spofforth erreichte das Finale und trat dann auch in der Lagenstaffel an. Ende 2012 bei den Kurzbahnweltmeisterschaften in Istanbul wurde Davies Fünfte über 100 Meter Rücken mit 0,14 Sekunden Rückstand auf die Medaillenränge. Die britische 4-mal-100-Meter-Lagenstaffel mit Georgia Davies, Sophie Allen, Jemma Lowe und Francesca Halsall erreichte den vierten Platz mit 0,42 Sekunden Rückstand auf das drittplatzierte Quartett aus den Vereinigten Staaten. Über 50 Meter Rücken wurde die Polin Aleksandra Urbańczyk Dritte, 0,06 Sekunden dahinter wurde Davies Vierte vor Baumrtová.

### Die Jahre bis zu zweiten Olympiateilnahme 2016
2013 bei den Weltmeisterschaften in Barcelona schied Davies über 100 Meter Rücken als 19. der Vorläufe aus. Über 50 Meter Rücken erreichte sie das Finale und belegte den sechsten Platz. Im Juli 2014 war Glasgow Austragungsort der Commonwealth Games. Über 100 Meter Rücken wurde Davies Zweite hinter Emily Seebohm, über 50 Meter Rücken gewann Davies den Titel. Mit der walisischen Lagenstaffel wurde Davies im Finale disqualifiziert. Drei Wochen nach den Commonwealth Games begannen die Europameisterschaften in Berlin. In der 4-mal-100-Meter-Mixed-Lagenstaffel erreichten Georgia Davies, Ross Murdoch, Adam Barrett und Rebecca Turner das Finale mit der zweitschnellsten Zeit. Im Endlauf siegten Chris Walker-Hebborn, Adam Peaty, Jemma Lowe und Francesca Halsall mit neuem Weltrekord. Alle acht Beteiligten erhielten eine Goldmedaille. Im Finale über 100 Meter Rücken blieben drei Schwimmerinnen unter der Minutengrenze. Zeitgleich in 59,63 Sekunden siegten die Ungarin Katinka Hosszú und die Dänin Mie Østergaard Nielsen, 0,11 Sekunden dahinter wurde Davies Dritte. Über 50 Meter Rücken siegte Francesca Halsall mit einer Hundertstelsekunde Vorsprung vor Georgia Davies, 0,05 Sekunden dahinter wurde Mie Østergaard Nielsen Dritte. In der Lagenstaffel siegten die Däninnen vor den Schwedinnen; Georgia Davies, Sophie Taylor, Jemma Lowe und Francesca Halsall erschwammen die Bronzemedaille. Ende des Jahres bei den Kurzbahnweltmeisterschaften in Doha wurde Georgia Davies Achte über 100 Meter Rücken und Siebte über 50 Meter Rücken.
2015 nahm Davies zwar an einigen Meetings teil, trat aber nicht bei internationalen Meisterschaften an. Im Mai 2016 bei den Europameisterschaften in London waren Georgia Davies, Craig Harry Benson, Siobhan-Marie O’Connor und Duncan Scott die schnellste 4-mal-100-Meter-Mixed-Lagenstaffel. Im Endlauf siegten Chris Walker-Hebborn, Adam Peaty, Siobhan-Marie O’Connor und Francesca Halsall. Alle sieben Staffelmitglieder erhielten Gold. Davies belegte den fünften Platz über 100 Meter Rücken mit 0,31 Sekunden Rückstand auf die drittplatzierte Kathleen Dawson. Über 50 Meter Rücken erschwamm Davies die Bronzemedaille hinter Halsall und Mie Østergaard Nielsen. In der Lagenstaffel erreichten Georgia Davies, Molly Renshaw, Laura Stephens und Harriet Cooper das Finale mit der viertschnellsten Zeit. Im Endlauf siegten Kathleen Dawson, Chloé Tutton, Siobhan-Marie O’Connor und Francesca Halsall. Für Davies war es die dritte Europameisterschafts-Goldmedaille für einen Vorlaufeinsatz. Bei den Olympischen Spielen in Rio de Janeiro schied Davies über 100 Meter Rücken als Zehnte des Halbfinales aus. Die britische 4-mal-100-Meter-Lagenstaffel mit Davies, Tutton, O’Connor und Halsall erreichte im Endlauf den siebten Platz. Ende 2016 bei den Kurzbahnweltmeisterschaften in Windsor wurde Davies über 100 Meter Rücken Dritte hinter Katinka Hosszú und der Kanadierin Kylie Masse, 0,01 Sekunden hinter Davies wurde Seebohm Vierte. Über 50 Meter Rücken verfehlte Davies als Neunte des Halbfinales den Finaleinzug um 0,07 Sekunden. Mit der britischen Frauen-Lagenstaffel wurde Davies Achte.

### Die Jahre von 2017 bis zum Karriereende
Bei den Weltmeisterschaften 2017 in Budapest schied Davies über 100 Meter Rücken im Halbfinale aus. Über 50 Meter Rücken wurde sie Achte. In der Frauen-Lagenstaffel schwamm Davies nur im Vorlauf, im Finale wurde die britische Staffel mit Kathleen Dawson auf der Rückenlage Siebte. Die Mixed-Lagenstaffel schwamm im Endlauf in der Besetzung Georgia Davies, Adam Peaty, James Guy, Siobhan-Marie O’Connor auf den fünften Platz.
2018 fanden die Commonwealth Games 2018 im australischen Gold Coast statt. Über 100 Meter Rücken wurde Davies Fünfte hinter zwei Kanadierinnen und zwei Australierinnen. Über 50 Meter Rücken wurde sie Dritte hinter Seebohm und Masse. In der Lagenstaffel siegten die Australierinnen vor den Kanadierinnen. Dahinter erkämpften Georgia Davies, Chloé Tutton, Alys Thomas und Kathryn Greenslade die Bronzemedaille für Wales vor den Engländerinnen und den Schottinnen.
Im August fanden die Europameisterschaften in Glasgow statt. Über 50 Meter Rücken siegte Davies mit 0,08 Sekunden Vorsprung vor Anastassija Fessikowa(-Sujewa). Über 100 Meter Rücken siegte Fessikowa mit 0,17 Sekunden Vorsprung vor Davies. Die britische 4-mal-100-Meter-Lagenstaffel mit Georgia Davies, Siobhan-Marie O’Connor, Alys Thomas und Freya Anderson erkämpfte die Bronzemedaille hinter den Russinnen und den Däninnen. Die 4-mal-100-Meter-Mixed-Lagenstaffel mit Georgia Davies, Adam Peaty, James Guy und Freya Anderson schwamm in 3:40,18 Minuten neuen Europarekord und gewann den Titel mit zweieinhalb Sekunden Vorsprung vor der russischen Staffel. Nicholas Pyle und Charlotte Atkinson erhielten Gold für ihren Einsatz im Vorlauf. Ende 2018 bei den Kurzbahnweltmeisterschaften in Hangzhou siegte über 100 Meter Rücken Olivia Smoliga aus den Vereinigten Staaten vor Katinka Hosszú, eine halbe Sekunde hinter der Ungarin schlugen Georgia Davies und die Australierin Minna Atherton zeitgleich an und erhielten beide eine Bronzemedaille. Über 50 Meter wurde Davies Siebte.
2019 bei den Weltmeisterschaften in Gwangju schied Davies über 100 Meter Rücken im Halbfinale aus. Über 50 Meter Rücken wurde sie zeitgleich mit der Australierin Kaylee McKeown Vierte, auf die Bronzemedaille fehlten den beiden 0,14 Sekunden. Die 4-mal-100-Meter-Lagenstaffel mit Georgia Davies, Molly Renshaw, Alys Thomas und Freya Anderson belegte den achten Platz. Die Mixed-Lagenstaffel mit Georgia Davies, Adam Peaty, James Guy und Freya Anderson gewann die Bronzemedaille hinter den Staffeln aus Australien und den Vereinigten Staaten. James Wilby erhielt Bronze für seinen Einsatz im Vorlauf. Bei den Kurzbahneuropameisterschaften 2019 in Glasgow siegte über 100 Meter Rücken die Niederländerin Kira Toussaint vor der Russin Marija Kamenewa, Davies erschwamm die Bronzemedaille. Während Davies den Endlauf über 50 Meter Rücken verpasste, erreichte sie sowohl mit der 4-mal-50-Meter-Freistilstaffel als auch mit der 4-mal-50-Meter-Lagenstaffel den fünften Platz. Mit der 4-mal-50-Meter-Mixed-Lagenstaffel wurde Davies Siebte.
Für die erst 2021 ausgetragenen Olympischen Spiele in Tokio konnte sich Davies nicht mehr qualifizieren.